# Loyal Griggs
Loyal Griggs (Michigan, 15 agosto 1906 – Laguna Hills, 6 maggio 1978) è stato un direttore della fotografia ed effettista statunitense.

## Biografia
Griggs inizia a lavorare per il cinema subito dopo il diploma quando viene assunto dalla Paramount come assistente per gli effetti speciali e lavora poi alla fotografia e agli effetti visivi come semplice cameramen per 30 anni prima di diventare direttore della fotografia.
Vince un Premio Oscar per Il cavaliere della valle solitaria e viene candidato altre due volte per La più grande storia mai raccontata e Prima vittoria.
Si ritira nel 1970 e muore nel 1978.